# Silenka bezlodyžná

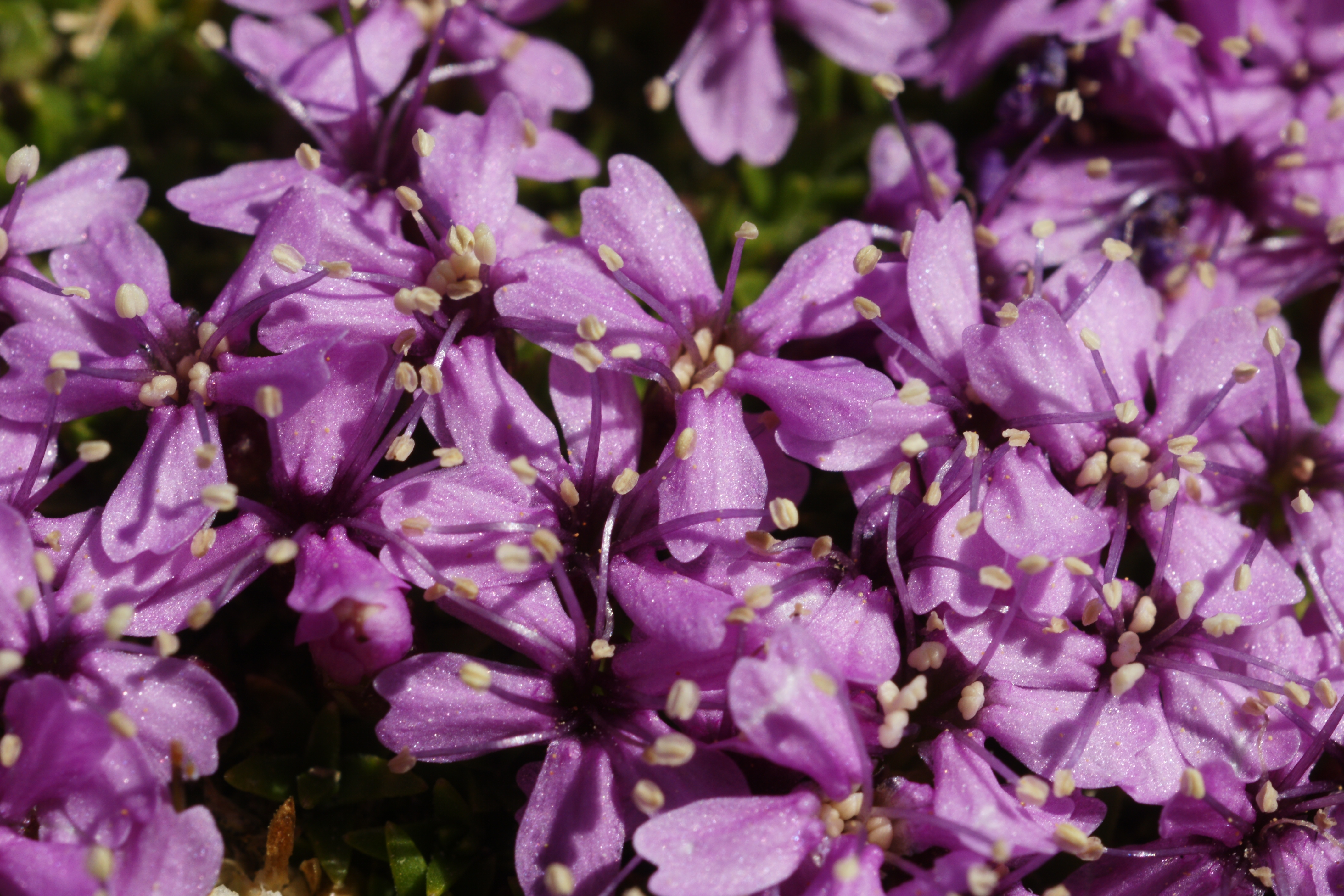
Květy

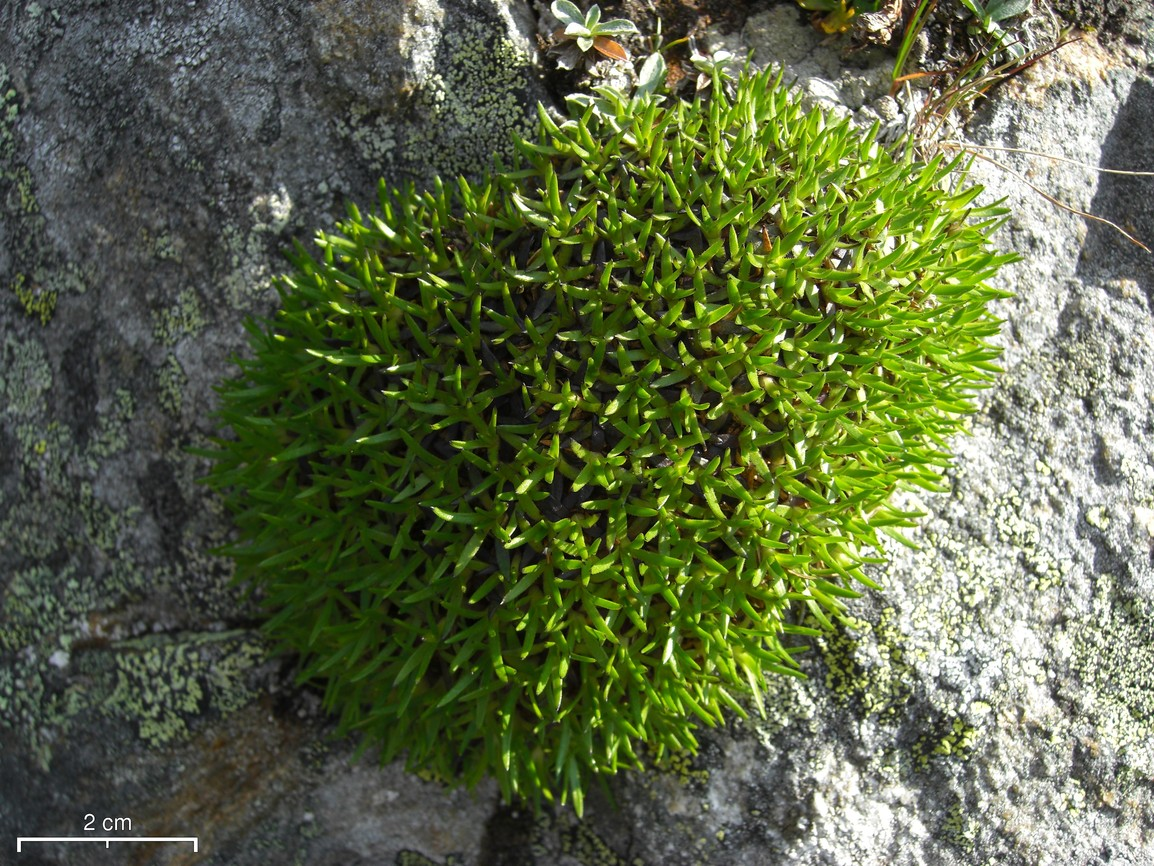
Nekvetoucí rostlina

Silenka bezlodyžná (Silene acaulis) je vytrvalá, trsnatá, nejvýše 10 cm vysoká, růžově kvetoucí horská bylina rozšířena na velkém území severní polokoule. Pochází z horských a tundrových oblastí blízkých Arktidě. Při poslední době ledové se rostlina dostala hluboko na jih, kde místy dodnes zůstává ve vysokohorských polohách jako její relikt. Přestože roste v přilehlém Slovensku, Německu i Rakousku, v české přírodě se nevyskytuje. Ve většině evropských zemích jsou místa jejího výskytu chráněna, rostlina bývá v chladnějších oblastech vysazována do okrasných skalek.

## Rozšíření
Vyskytuje se v subalpínském i alpínském výškovém stupni v pohořích Evropy (Pyreneje, Apeniny, Alpy, Karpaty i Balkán), dlouhodobě spolehlivě roste na severu Evropy až na Islandu a Špicberkách. V Asii se vyskytuje v arktickém Rusku, na Sibiři i Dálném východě. Je také původním druhem v Severní Americe, kde je rozšířena od Aljašky přes východ i západ Kanady do horských poloh na severovýchodě a severozápadě Spojených států amerických. Roste do nadmořské výšky 4200 m n. m.

## Ekologie
Ve volné přírodě se nachází v horských a podhorských oblastech na slunných stanovištích v horských trávnících, ve skalních štěrbinách a skalních výchozech, v drobných kamenitých sutích, na mírně zarostlých vřesovištích, březích potoků a písčinách okolo horských jezer, většinou na místech mimo sněhová vyležiska. Prospívá ji propustná, ale nevysychavá půda s dobrou drenáži a hodně osluněné stanoviště. Je původním druhem v chladném prostředí ve středních a severních arktických zónách tundry.
Nízký natý i polštářovitý tvar rostliny dobře sbírá a udržuje sluneční teplo i vzdušnou vlhkost a chrání nejcitlivější střed rostliny před chladným, vysychavým větrem a mrazem. Studie prokázaly, že teplota ve středu takového bylinného polštáře může být až o 10 °C vyšší než teplota okolí. U většího trsu nejdříve nakvétá ke slunci přivrácená strana, kdežto strana od slunce odvrácená kvete později. Pro tvorbu plodů je nutné opylení hmyzem, nektar však leží hluboko v květu a proto bývají úspěšní pouze opylovačí s dlouhým sosákem, včely a motýli.
Bylina je fenologicky uzpůsobená poměrně krátkému létu a dlouhé zimě s drsným počasím charakterizovaným hlubokými teplotami pod bodem mrazu, silnými větry a sněhovými vánicemi. V suchých, dlouhodobě teplých oblastech se jí příliš nevede. Kvete v červenci a srpnu, semena dozrávají v srpnu a září. Ploidie druhu je 2n = 24.

## Popis
Vytrvalá, polštářovitá, stálezelená rostlina s tlustým, vespod rozvětveným, nahoře vícehlavým, dřevnatějícím kořenem, z něhož vyrůstají četné lodyhy. Jsou dlouhé 2 až 6 cm (ojediněle až 15 cm), rostou vzpřímeně, jsou lysé a mívají několik málo listů vyrůstajících vstřícně. Listy jsou jednoduché, k lodyze přisedlé, bývají dlouhé 1 až 1,5 cm a široké 0,5 až 1 cm, jsou čárkovité či kopinaté, na bázi klínovité, na vrcholu špičaté a po obvodě celokrajné. Před zimou listy neopadávají, palisty rostlina nemá.
Květy jsou nejčastěji růžové, oboupohlavné, pětičetné a rostou solitérně na vrcholu lodyhy, mívají stopku dlouhou 0,5 až 4 cm. Zvonkovitý kalich má lístky zelené, navzájem srostlé, po obvodě vroubkované, 2 mm dlouhé a stejně tak široké. Korunní lístky jsou jasně růžové (příležitostně bílé), volné, dlouhé 4 až 8 mm a široké 1,5 až 2,5 mm, jsou vztyčené a v polovině délky ohnuté o 90° směrem ven, na vrcholu jsou dvouklaně mělce dělené. V květu je obvykle deset volných tyčinek s prašníky, kolem jejich základu jsou nektaria. Synkarpní gyneceum vzniklo ze tří plodolistů, jeden pestík má tři nitkovité čnělky s bliznami.
Plod je třídílná, 5 až 10 mm dlouhá vejčitá tobolka pukající na vrcholu šesti zuby, plodonoš je dlouhý asi 1 mm. Obsahuje velký počet (15 až 100) drobných, asi 1 mm velkých, ledvinovitých semen, jež jsou hnědá, matná a mělce drsná. Způsob, jakým semena opouštějí tobolku zaručuje, že vypadnou jen při silném větru zabezpečujícím dobrý rozptyl.

## Rozmnožování
Jediný způsob rozmnožování ve volné přírodě je pohlavní, semeny, která poměrně dobře klíčí; uvádí se, že ve skleníku bývá úspěšnost 40 až 95 % a na záhonu asi 20 %. Vyšlechtěné kultivary se pro zachování získaných vlastností množí rozdělením trsů. Nutno připomenout, že celý polštář rostliny, jenž může mít až 0,5 m v průměru, má jediný hlavní kořen.

## Význam
Silenka bezlodyžná je oblíbenou skalničkou, která však v teplých oblastech málo kvete. I přes slabší kvetení vypadá velice hezky i jako pouhá půdopokryvná polštářovitá bylina.